# 小行星4927
小行星4927（英語：4927 O'Connell）是一颗围绕太阳公转的小行星。1982年10月21日，茲丹卡·瓦弗洛娃在克列特发现了此天体。
这颗小行星的绝对星等为41.72401480786777等。